# Банзаржавын Басанжав
Банзаржавын Басанжав (1906—1940) — монгольский политик, секретарь ЦК Монгольской народно-революционной партии (МНРП) с 1936 по 1940 год. В 1940 году премьер-министр Хорлогийн Чойбалсан организовал его арест по обвинению в контрреволюции и последующую казнь, чтобы освободить вакансию партийного руководителя для Юмжагийна Цеденбала.

## Биография
Басанжав родился в 1906 году на территории современного сомона Мянгад, Ховдинского аймака. В 1923 году он стал членом Монгольского революционного союза молодёжи (МРСМ). В 1927—1928 годах Басанжав работал школьным учителем недалеко от Улангома. В 1928 г. он стал секретарём райкома МРСМ и посвятил всё своё время общественной работе.
В 1930 году вступил в Монгольскую народно-революционную партию (МНРП), а годом позже был направлен в Улан-Батор, где стал первым инструктором ЦК МНРП, а затем с 1932 по 1936, председатель комитета МНРП Ховдинского аймака.
В октябре 1936 г. он был избран членом Президиума и секретарем ЦК МНРП. Он также был одновременно председателем профсоюзов Монголии.

## Репрессии
В декабре 1939 года Чойбалсан вместе с заместителем министра финансов Цеденбалом посетили Москву для встречи со Сталиным. Сталин дал понять, что он хочет видеть 23-летнего Цеденбала, которого ранее советское руководство выбрало для продвижения по партийной лестнице, на посту Генерального секретаря ЦК МНРП. Вернувшись, в феврале 1940 года Чойбалсан организовал арест Басанжава и его последующую казнь по обвинению в контрреволюции. Цеденбал был избран главой МНРП два месяца спустя на 10-м съезде партии МНРП (20 марта — 5 апреля 1940).

## Реабилитация
Басанжав был реабилитирован в 1957 году. В официальной истории МНРП (в версии 1969 года) говорилось, что Басанжав был одним из нескольких высокопоставленных руководителей МНР, которые стали жертвами «вышедшего из-под контроля Министерства внутренних дел», и что он был несправедливо оклеветан и репрессирован.